# Thermochoria rieli
Thermochoria rieli är en trollsländeart som beskrevs av Navás 1914. Thermochoria rieli ingår i släktet Thermochoria och familjen segeltrollsländor. Inga underarter finns listade i Catalogue of Life.